# 圣马利亚教堂 (柏林)

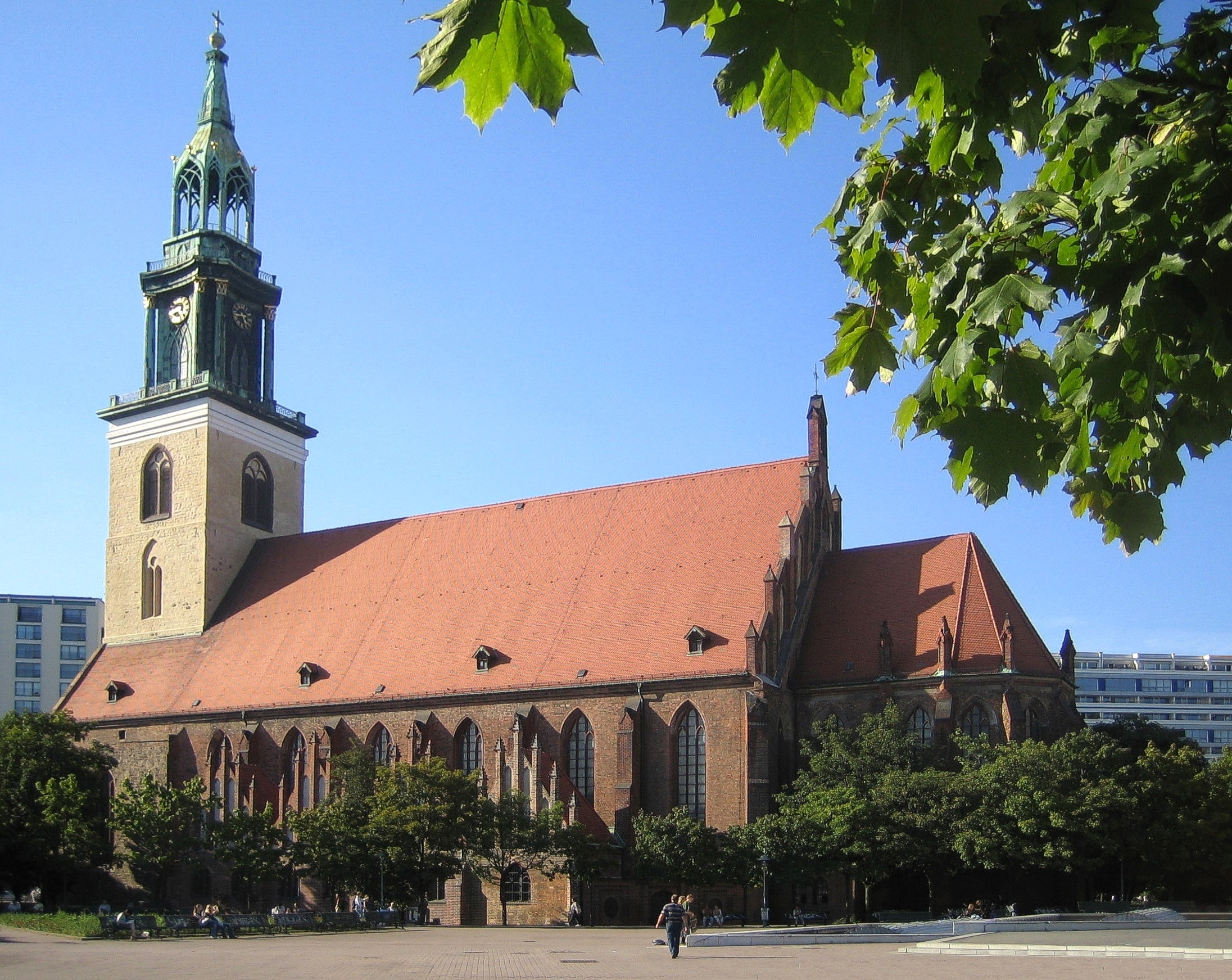
圣马利亚教堂

圣马利亚教堂（德语：Marienkirche）是德国首都柏林市中心米特区的一座教堂，位于卡尔-李卜克内西大街（前威廉皇帝大街），靠近亚历山大广场。其创建年代不详，首次在文献中提及是在1292年。原来这是一座天主教堂，宗教改革后成为新教教堂。
圣马利亚教堂是柏林-勃兰登堡-西里西亚上卢萨蒂亚福音教会的主教座堂，和柏林大教堂联合监督福音教会的所有成员。
圣马利亚教堂和尼古拉教堂是柏林最古老的教堂。教堂最古老的部分用花岗岩建造，但是大部分使用砖，使之呈现明亮的红色，并为临近的红色市政厅所模仿。二战期间受到盟军空袭的重创。战后该教堂位于东柏林，在1950年代被东德政府修复。
二战以前，圣马利亚教堂地处稠密的居民区中，战后，废墟清理后，教堂位于亚历山大广场附近的一片开阔地，在柏林电视塔脚下。
教堂外竖有马丁·路德的雕像。
52°31′14″N 13°24′24″E / 52.52056°N 13.40667°E